# Atrakce (lingvistika)
Atrakce (spodoba) značí v lingvistice změnu tvaru slova podle jiného v téže větě nebo souvětí.
Příklady:
- Spoustě lidem to vůbec nevadilo. (správně lidí; 2. pád)
- Kvůli nedostatku bylinkám jsme nemohli uvařit příslušný lektvar. (správně bylinek; opět 2. pád)
- Je širší než delší. (správně dlouhý; při porovnávání nemůžeme dvakrát použít tentýž stupeň adjektiva)